# Аллегорический семейный портрет
«Аллегорический семейный портрет» («Семейный портрет») — картина фламандского художника Якоба Йорданса из собрания Государственного Эрмитажа.
В центре картины изображена женщина в богатом платье, прислонившаяся к сидящему мужчине, который её приобнял. Женщина справа демонстрирует явное сходство с центральной фигурой и скорее всего обе женщины являются сёстрами.
В трактовке современных искусствоведов сюжет картины является аллегорическим изображением сцены помолвки или бракосочетания. В частности, на это указывают фигура Купидона со стрелой, направленной на грудь женщины, и цветы гвоздики слева на фоне — эти цветы с древних времён символизируют обручение. Венки из цветов традиционно являются знаком чистоты и целомудрия, попугай намекает на верность в браке.
Картина написана в начале 1650-х годов, ранняя история её точно не установлена. Предположительно, эта картина проходила на аукционе сына художника Якоба Йорданса Младшего в Гааге 22 марта 1731 года. Впоследствии принадлежала И. Э. Гоцковскому и в 1764 году за долги вместе со всей его коллекцией живописи была отдана им императрице Екатерине II, тем самым явившись одной из первых картин в собрании будущего Эрмитажа. 
При поступлении считалась портретом самого Йорданса и его семьи и с этой атрибуцией числилась в Эрмитаже вплоть до начала XX века. В 1902 году был опубликован каталог картинной галереи, составленный старшим хранителем Императорского Эрмитажа А. И. Сомовым, в котором прежняя атрибуция персонажей была отвергнута и картина стала числиться как «Семейный портрет», впоследствии название было уточнено как «Аллегорический семейный портрет», дабы избежать путаницы с другой картиной Йорданса «Автопортрет с родителями, братьями и сёстрами», для краткости часто также называемой «Семейный портрет».